# Ferribushmakinite
La ferribushmakinite (simbolo IMA: Fbmk) è un minerale molto raro del supergruppo della brackebuschite; appartiene alla famiglia dei "fosfati, arseniati e vanadati" e possiede composizione chimica Pb2Fe3+(PO4)(VO4)(OH).

## Etimologia e storia
La ferribushmakinite è l'analogo del Fe3+ (ferro ferrico) della bushmakinite, da qui il suo nome. Il nome radice bushmakinite è in onore di Anatoly Filippovich Bushmakin (Анатолий Филиппович Бушмакин) (1947–1999), mineralogista e cristallografo russo.
Il campione tipo è conservato presso il "Museo di storia naturale della contea di Los Angeles", in California (Stati Uniti) con il numero di catalogo 65412.

## Classificazione
Essendo stata approvata dall'Associazione Mineralogica Internazionale (IMA) nel 2014, la ferribushmakinite non compare nella classica nona edizione della sistematica dei minerali di Strunz, aggiornata dall'IMA fino al 2009.
L'edizione successiva, proseguita dal database "mindat.org", elenca la ferribushmakinite nella classe "8. Fosfati, arseniati, vanadati" e da lì nella sottoclasse "8.B Fosfati, ecc., con anioni aggiuntivi, senza H2O"; questa viene suddivisa più finemente in base alla dimensione dei cationi coinvolti e al rapporto tra anione idrossile e gruppo RO4, in modo tale da trovare la ferribushmakinite nella sezione "8.BG Con cationi di media e grande dimensione, (OH, ecc.):RO4 = 0,5:1" dove forma il sistema nº 8.BG.05 insieme ad arsentsumebite, arsenbrackebuschite, bearthite, brackebuschite, bushmakinite, calderónite, feinglosite, gamagarite, goedkenite, lombardoite, tokyoite e tsumebite, oltre che a un possibile analogo dell'arsenico della tokyoite e un minerale ancora senza nome designato come UM1994-19-PO:CuHMoPb.
Nella Sistematica dei lapis (Lapis-Systematik) di Stefan Weiß la ferribushmakinite si trova nella classe dei "fosfati, arseniati e vanadati" e nella sottoclasse dei "fosfati anidri, con anioni estranei F,Cl,O,OH"; qui è nella sezione dei "cationi medi e grandi: Mg-Cu-Zn e Ca-Na-K-Ba-Pb; gruppo della brackebuschite" dove forma il sistema nº VII/B.24 insieme ad arsenbrackebuschite, arsentsumebite, bearthite, brackebuschite, bushmakinite, canosioite, calderónite, feinglosite, gamagarite goedkenite, grandaite, jamesite, lulzacite, tokyoite e tsumebite.

## Abito cristallino
La ferribushmakinite cristallizza nel sistema monoclino nel gruppo spaziale P21/m (gruppo nº 11) con le costanti di reticolo a = 7,7719(10) Å, b = 5,9060(7) Å, c = 8,7929(12) Å, β = 111,604(8)°, oltre ad avere 2 unità di formula per cella unitaria.

## Origine e giacitura
La ferribushmakinite è un raro minerale secondario a bassa temperatura nella porzione ossidata di una vena di quarzo contenente galena argentifera, sfalerite e pirite. La paragenesi è con plumbogummite, mottramite, clorargirite ricca di bromo, barite, e quarzo.
La ferribushmakinite è molto rara ed è stata trovata solo nella sua località tipo, la miniera di "Silver Coin" (40.92889°N 117.32389°W) nella contea di Humboldt (nel Nevada, Stati Uniti) e a Punta de Su Seinargiu nei pressi di Sarroch (Sardegna, Italia).

## Forma in cui si presenta in natura
La ferribushmakinite si presenta in prismi appiattiti, allungati lungo [010], di dimensioni fino a 0,2 mm. Il minerale è traslucido con lucentezza adamantina; il colore è giallo e quello del suo striscio è giallo chiaro.